# Tun
Il tun è un ciclo del calendario maya, pari a un periodo di 360 giorni.
Ogni tun è composto da diciotto uinal (periodi di 20 giorni), mentre venti tun formano un k'atun (corrispondente a un ventennio): questo perché il calendario maya non seguiva un sistema decimale, bensì vigesimale (basato su 20).